# Family Four
Family Four fueron un grupo de música pop de Suecia activo durante los años de las décadas de 1960 y 1970. Estaban formados por Berdnt Öst, Marie Bergman, Agnetha Munther y Pierre Isacsson. Conocidos por haber participado en el Festival de la Canción de Eurovisión 1971 y Festival de la Canción de Eurovisión 1972.

## Inicios
El grupo fue formado en Gotemburgo en el año 1964 por la los hermanos Öst (Berndt, Inger, Siw y Stig). El grupo fue perdiendo a los integrantes originales, hasta que en 1969 solo Berndt seguía en el grupo y a él se habían unido Marie Bergman, Agnetha Munther y Pierre Isacsson. 

## Festival de Eurovisión
Representaron a Suecia en el año 1971 con la canción Vita vidder (Extensiones blancas) con la que consiguieron la 6.ª plaza y en el Festival de la Canción de Eurovisión 1972 que tuvo lugar el 25 de marzo en Edimburgo con la canción Härliga sommardag (Hermoso día de verano) obteniendo la 13.ª posición.

## Carrera posterior
Marie Bergman y Pierre Isacsson alcanzaron el éxito en sus carreras en solitario.

## Discografía
- 1971 (1971)
- Family Four's jul (1971)
- Picknick (1972)
- Family Four på Berns (1973)

### Recopilatorio
- Family Four: Guldkorn (2000)